# 喪儀司
喪儀司(そうぎし)は律令制において治部省に属した機関。

## 概要
喪儀司は葬儀全般を管掌し､喪葬儀礼・喪葬用具の管理を主な職掌としていた。陵墓は諸陵司(諸陵寮)・送葬音楽は鼓吹司の管轄であったため重なる部分が多く､808年に鼓吹司に併合された。その後の葬儀は諸陵寮が取り仕切るようになり､併合されてからは用具の管理が専門となった。

## 職員
- 正（正六位下）
- 佑（正八位上）
- 令史（大初位下）

- 使部
- 直丁